# Andreja Vodeb
Andreja Vodeb (* 9. November 1979 in Celje) ist eine slowenische Beachvolleyballspielerin.

## Karriere
Vodeb begann ihre internationale Karriere 2009 mit Martina Jakob. Vodeb/Jakob erreichten einige Top-Ten-Platzierungen bei Satellite- und Masters-Turnieren. 2010 spielten sie in der Open-Serie und traten beim Grand Slam in Klagenfurt an. 2012 bildete Vodeb ein neues Duo mit Simona Fabjan. Bei der Europameisterschaft in Scheveningen schieden die Sloweninnen ohne Satzgewinn nach der Vorrunde aus.